# Scottish FA Cup 1889/90
Der Scottish FA Cup wurde 1889/90 zum 17. Mal ausgespielt. Der wichtigste Fußball-Pokalwettbewerb im schottischen Vereinsfußball wurde vom Schottischen Fußballverband geleitet und ausgetragen. Er begann am 31. August 1889 und endete mit dem Wiederholungsfinale am 22. Februar 1890 im Ibrox Park von Glasgow. Als Titelverteidiger startete Third Lanark in den Wettbewerb, das im Finale des Vorjahres gegen Celtic Glasgow gewonnen hatte. Im diesjährigen Endspiel um den Schottischen Pokal traf der Rekordsieger FC Queen’s Park (8. Titel) auf den FC Vale of Leven. Queen’s Park erreichte zum neunten Mal in der Vereinsgeschichte das Finale seit 1874. Dabei gewann der Verein aus Glasgow alle Endspiele. Vale of Leven aus Alexandria erreichte zum siebten und zugleich letzten Mal in der Vereinsgeschichte das Finale. Das erste Finalspiel endete 1:1. Im Wiederholungsfinale gewann Queen’s Park mit 2:1.
Bei der Austragung des schottischen Pokals 1889/90 wurden Tornetze eingeführt, und erstmals war der Schiedsrichter alleiniger Leiter des Spieles. Zuvor gab es mehrere Unterschiedsrichter (Umpires).

## 1. Runde
Ausgetragen wurden die Begegnungen zwischen dem 31. August und 7. September 1889. Die Wiederholungsspiele fanden am 14. September 1889 statt.
|                          | Ergebnis |                               |
| ------------------------ | -------- | ----------------------------- |
| FC Aberdeen              | w/o      | FC Portland Lybstor           |
| FC Greenock Abstainers   | w/o      | FC Renfrew                    |
| Kelvinside Athletic      | w/o      | Southern Athletic             |
| FC Lochwinnoch           | 1:10     | FC Abercorn                   |
| FC West Calder           | 2:9      | FC Broxburn                   |
| FC Airdriehill           | 5:6      | FC Motherwell                 |
| Alloa Athletic           | 5:1      | FC Denny                      |
| FC Alva                  | 3:6      | FC King’s Park                |
| FC Arbroath              | 3:5      | FC Dundee Harp                |
| FC Armadale              | 2:3      | Hibernian Edinburgh           |
| FC Arthurlie             | 2:4      | FC St. Mirren                 |
| FC Ayr                   | 16:0     | FC Beith                      |
| Bathgate Rovers          | 3:3      | FC Champfleurie               |
| FC Bellstane Birds       | 6:3      | FC Norton Park                |
| FC Bowling               | 1:8      | FC Renton                     |
| FC Broughty              | 1:6      | East End Dundee               |
| Bute Rangers             | 1:2      | FC Kilbarchan                 |
| FC Carfin Shamrock       | 4:0      | Albion Rovers                 |
| FC Carrington            | 0:3      | FC Maryhill                   |
| Celtic Glasgow           | 0:0      | FC Queen’s Park               |
| FC Clydesdale            | 1:6      | FC Cambuslang                 |
| FC Cowdenbeath           | 8:0      | Kirkcaldy Wanderers           |
| FC Cowlairs              | 21:1     | FC Victoria                   |
| FC Dalry                 | 3:3      | FC Kilbirnie                  |
| FC Dunblane              | 4:1      | Caledonian Rangers            |
| FC Dunipace              | 2:3      | FC Laurieston                 |
| FC Duntocher Harp        | 5:0      | Smithstown Hibernain          |
| Fair City Athletic       | 8:0      | FC Coupar Angus               |
| FC Gairdoch              | 0:7      | FC East Stirlingshire         |
| Glasgow Hibernian        | 1:3      | FC Thistle                    |
| Greenock Morton          | 8:0      | FC Carlton                    |
| Hamilton Academical      | 0:5      | Wishaw Thistle                |
| FC Irvine                | 2:2      | FC Lugar Boswell              |
| FC Jamestown             | 2:4      | FC Methlan Park               |
| FC Kilmarnock            | 2:3      | FC Annbank                    |
| Kilsyth Wanderers        | 5:1      | FC Stenhousemuir              |
| FC Lassodie              | 3:2      | Burntisland Thistle           |
| Leith Athletic           | 6:2      | FC Adventurers                |
| FC Lindertis             | 0:5      | Dundee Wanderers              |
| FC Linthouse             | 7:2      | FC Fairfield                  |
| Lochee United            | 4:1      | FC Brechin                    |
| FC Mauchline             | 1:4      | FC Newmilns                   |
| FC Maybole               | 6:6      | Ayr Athletic                  |
| FC Mid-Annandale         | 3:11     | 5th Dumfries Rifle Volunteers |
| FC Moffat                | 8:0      | FC Dumfries                   |
| FC Montrose              | 2:4      | Forfar Athletic               |
| FC Mossend Swifts        | 6:0      | FC Bo’ness                    |
| Newton Stewart Athletic  | 3:4      | Queen of the South Wanderers  |
| FC Oban                  | 5:2      | Oban Rangers                  |
| FC Old Kilpatrick        | 1:7      | FC Union                      |
| FC Orion                 | 3:1      | Victoria United               |
| Our Boys Blairgowrie     | 3:5      | FC St. Johnstone              |
| Our Boys Dundee          | 6:3      | FC Strathmore                 |
| FC Pollokshaws           | 3:1      | FC Dykebar                    |
| FC Pollokshaws Harp      | 1:7      | 1st Renfrew Rifle Volunteers  |
| Port Glasgow Athletic    | 2:1      | FC Neilston                   |
| Raith Rovers             | 1:2      | Dunfermline Athletic          |
| Glasgow Rangers          | 6:2      | United Abstainers Athletic    |
| FC Royal Albert          | 12:0     | FC Whifflet Shamrock          |
| FC Rutherglen            | 2:8      | FC Uddingston                 |
| FC Shettleston           | 1:7      | FC Battlefield                |
| FC Slanannan             | 0:8      | FC Grangemouth                |
| FC St. Bernard’s         | 0:3      | Heart of Midlothian           |
| Stevenston Thistle       | 4:1      | Kilmarnock Athletic           |
| FC Stewarton Cunninghame | 0:5      | Hurlford United               |
| Third Lanark             | 3:2      | Partick Thistle               |
| FC Tillicoultry          | 1:11     | FC Falkirk                    |
| FC Vale of Bannock       | 3:6      | FC Campsie                    |
| FC Vale of Leven         | 0:0      | FC Dumbarton                  |
| FC Whitefield            | 0:5      | FC Northern                   |

### Wiederholungsspiele
|                 | Ergebnis |                  |
| --------------- | -------- | ---------------- |
| Ayr Athletic    | 3:1      | FC Maybole       |
| FC Champfleurie | w/o      | Bathgate Rovers  |
| FC Dumbarton    | 1:1      | FC Vale of Leven |
| FC Irvine       | 0:8      | FC Lugar Boswell |
| FC Kilbirnie    | 5:2      | FC Dalry         |
| FC Queen’s Park | 2:1      | Celtic Glasgow   |

## 2. Runde
Ausgetragen wurden die Begegnungen am 28. September 1889. Die Wiederholungsspiele fanden am 5. Oktober 1889 statt.
|                              | Ergebnis |                               |
| ---------------------------- | -------- | ----------------------------- |
| 1st Renfrew Rifle Volunteers | 2:10     | Greenock Morton               |
| FC Abercorn                  | 10:1     | FC Thornliebank               |
| FC Aberdeen                  | 2:1      | FC Orion                      |
| Airdrieonians FC             | 5:2      | FC Uddingston                 |
| Ayr Athletic                 | bye      |                               |
| FC Battlefield               | 0:2      | FC Thistle                    |
| FC Bellstane Birds           | 1:4      | Heart of Midlothian           |
| FC Broxburn                  | 2:2      | Leith Athletic                |
| FC Camelon                   | 4:4      | FC Grangemouth                |
| FC Campsie                   | 3:7      | Alloa Athletic                |
| FC Carfin Shamrock           | 6:2      | FC Motherwell                 |
| FC Clyde                     | 1:2      | FC Northern                   |
| FC Cowlairs                  | 1:1      | FC Linthouse                  |
| FC Dumfries Harp             | 1:5      | Queen of the South Wanderers  |
| FC Dundee Harp               | 5:6      | Our Boys Dundee               |
| Dundee Wanderers             | 0:2      | East End Dundee               |
| Dunfermline Athletic         | w/o      | FC Dunfermline                |
| FC Duntocher Harp            | 3:4      | Vale of Leven Wanderers       |
| FC Falkirk                   | 5:2      | FC King’s Park                |
| Hibernian Edinburgh          | 4:3      | FC Mossend Swifts             |
| Kelvinside Athletic          | 0:13     | Glasgow Rangers               |
| FC Kilbirnie                 | 5:0      | FC Newmilns                   |
| Kilsyth Wanderers            | bye      |                               |
| FC Lanemark                  | 2:1      | Hurlford United               |
| FC Lassodie                  | 3:3      | FC Cowdenbeath                |
| FC Laurieston                | 1:4      | FC East Stirlingshire         |
| Lochee United                | 1:7      | Forfar Athletic               |
| FC Lugar Boswell             | 0:2      | FC Ayr                        |
| FC Moffat                    | 4:1      | 5th Dumfries Rifle Volunteers |
| FC Oban                      | w/o      | FC Lochgilphead               |
| FC Pollokshaws               | bye      |                               |
| Port Glasgow Athletic        | 8:0      | FC Greenock Abstainers        |
| FC Queen’s Park              | 11:0     | Summerton Athletic            |
| FC Renton                    | 1:2      | FC Dumbarton                  |
| FC Royal Albert              | 1:1      | FC Cambuslang                 |
| FC St. Johnstone             | 2:2      | Fair City Athletic            |
| FC St. Mirren                | 6:0      | FC Kilbarchan                 |
| Stevenston Thistle           | 3:2      | FC Annbank                    |
| Third Lanark                 | 9:3      | FC Maryhill                   |
| FC Union                     | 5:2      | Kirkintilloch Athletic        |
| FC Vale of Atholl            | 4:9      | FC Dunblane                   |
| FC Vale of Leven             | 4:1      | FC Methlan Park               |
| Wishaw Thistle               | bye      |                               |

### Wiederholungsspiele
|                    | Ergebnis |                  |
| ------------------ | -------- | ---------------- |
| FC Cambuslang      | 4:1      | FC Royal Albert  |
| FC Cowdenbeath     | *-:- *   | FC Lassodie      |
| Fair City Athletic | 3:2      | FC St. Johnstone |
| FC Grangemouth     | 7:2      | FC Camelon       |
| Leith Athletic     | 2:1      | FC Broxburn      |
| FC Linthouse       | 3:2      | FC Cowlairs      |

## 3. Runde
Ausgetragen wurden die Begegnungen am 19. Oktober 1889. Die Wiederholungsspiele fanden am 26. Oktober und 2. November 1889 statt.
|                       | Ergebnis |                              |
| --------------------- | -------- | ---------------------------- |
| FC Abercorn           | 5:2      | Stevenston Thistle           |
| FC Aberdeen           | 5:3      | Forfar Athletic              |
| Alloa Athletic        | 3:0      | FC Oban                      |
| FC Champfleurie       | 0:5      | Heart of Midlothian          |
| FC Cowdenbeath        | bye      |                              |
| FC Dumbarton          | 1:1      | Third Lanark                 |
| FC Dunblane           | 3:0      | Fair City Athletic           |
| Dunfermline Athletic  | 4:4      | Hibernian Edinburgh          |
| Edinburgh University  | 0:9      | Leith Athletic               |
| FC Falkirk            | 1:6      | FC East Stirlingshire        |
| FC Grangemouth        | 2:2      | Kilsyth Wanderers            |
| Greenock Morton       | 1:4      | FC Ayr                       |
| FC Lanemark           | 4:3      | Ayr Athletic                 |
| FC Moffat             | 0:0      | Queen of the South Wanderers |
| FC Northern           | *22:1 *  | FC Carfin Shamrock           |
| Our Boys Dundee       | 2:3      | East End Dundee              |
| Port Glasgow Athletic | 3:4      | FC Kilbirnie                 |
| FC Queen’s Park       | 8:0      | Vale of Leven Wanderers      |
| Glasgow Rangers       | 0:0      | FC Vale of Leven             |
| FC St. Mirren         | 5:1      | FC Pollokshaws               |
| FC Thistle            | 2:2      | Airdrieonians FC             |
| FC Union              | *1:3 *   | FC Cambuslang                |
| Wishaw Thistle        | **8:5 ** | FC Linthouse                 |

### Wiederholungsspiele
|                              | Ergebnis |                      |
| ---------------------------- | -------- | -------------------- |
| Airdrieonians FC             | 3:1      | FC Thistle           |
| Hibernian Edinburgh          | 11:1     | Dunfermline Athletic |
| Kilsyth Wanderers            | 0:1      | FC Grangemouth       |
| Queen of the South Wanderers | 5:5      | FC Moffat            |
| Third Lanark                 | 1:0      | FC Dumbarton         |
| FC Vale of Leven             | 3:2      | Glasgow Rangers      |
| FC Cambuslang                | 6:0      | FC Union             |
| FC Northern                  | 3:4      | FC Carfin Shamrock   |

## 4. Runde
Ausgetragen wurden die Begegnungen am 9. November 1889. Die Wiederholungsspiele fanden am 16. und 23. November 1889 statt.
|                              | Ergebnis |                       |
| ---------------------------- | -------- | --------------------- |
| FC Aberdeen                  | 1:13     | FC Queen’s Park       |
| Airdrieonians FC             | 2:3      | FC Abercorn           |
| FC Ayr                       | 2:2      | Leith Athletic        |
| FC Dunblane                  | 4:6      | FC Cowdenbeath        |
| East End Dundee              | *3:2 *   | FC Cambuslang         |
| FC Grangemouth               | 1:7      | FC Vale of Leven      |
| Heart of Midlothian          | 9:1      | Alloa Athletic        |
| FC Kilbirnie                 | 5:2      | FC East Stirlingshire |
| FC Lanemark                  | 2:8      | FC St. Mirren         |
| FC Moffat                    | 4:2      | FC Carfin Shamrock    |
| Queen of the South Wanderers | 3:7      | Hibernian Edinburgh   |
| Third Lanark                 | 2:0      | FC Linthouse          |

### Wiederholungsspiele
|                 | Ergebnis |               |
| --------------- | -------- | ------------- |
| Leith Athletic  | 4:1      | FC Ayr        |
| East End Dundee | 3:2      | FC Cambuslang |

## 5. Runde
Ausgetragen wurden die Begegnungen am 30. November 1889. Das Wiederholungsspiel fand am 7. Dezember 1889 statt.
|                     | Ergebnis |                     |
| ------------------- | -------- | ------------------- |
| FC Cowdenbeath      | 2:8      | FC Abercorn         |
| Hibernian Edinburgh | bye      |                     |
| FC Kilbirnie        | bye      |                     |
| Leith Athletic      | bye      |                     |
| FC Moffat           | 2:2      | East End Dundee     |
| FC Queen’s Park     | 1:0      | FC St. Mirren       |
| Third Lanark        | bye      |                     |
| FC Vale of Leven    | 3:1      | Heart of Midlothian |

### Wiederholungsspiel
|                 | Ergebnis |           |
| --------------- | -------- | --------- |
| East End Dundee | 5:1      | FC Moffat |

## 6. Runde
Ausgetragen wurden die Begegnungen am 21. Dezember 1889.
|                  | Ergebnis |                     |
| ---------------- | -------- | ------------------- |
| FC Abercorn      | 6:2      | Hibernian Edinburgh |
| FC Kilbirnie     | 1:4      | Third Lanark        |
| FC Queen’s Park  | 1:0      | Leith Athletic      |
| FC Vale of Leven | 4:0      | East End Dundee     |

## Halbfinale
Ausgetragen wurden die Begegnungen am 27. Januar 1890.
|                  | Ergebnis |              |
| ---------------- | -------- | ------------ |
| FC Queen’s Park  | 2:0      | FC Abercorn  |
| FC Vale of Leven | 2:0      | Third Lanark |

## Finale
| FC Queen’s Park                          | FC Queen’s Park | FC Vale of Leven | FC Vale of Leven |
| ---------------------------------------- | --- | --- | ---------------- |
| FC Queen’s Park                          | \| Finale \| \| 15. Februar 1890 in Glasgow (Ibrox Park) \| \| Ergebnis: 1:1 (0:1) \| \| Zuschauer: 10.000 \| \| Schiedsrichter: n. b. \| \| Spielbericht \|            | \| Finale \| \| 15. Februar 1890 in Glasgow (Ibrox Park) \| \| Ergebnis: 1:1 (0:1) \| \| Zuschauer: 10.000 \| \| Schiedsrichter: n. b. \| \| Spielbericht \|                 | FC Vale of Leven |
| FC Queen’s Park                          | Allan 1, Walter Arnott, William Berry, Gillespie, William Gulliland, James Hamilton, McAra, Thomas Robertson, William Sellar, Bob Smellie, Stewart 2 Cheftrainer: n. b. | James Wilson – Daniel Bruce, Jimmy McLachlan, McMillan, John McNicol, John Murray, Osborne, Daniel Paton, Gilbert Rankin, Buchanan Sharp, Andrew Whitelaw Cheftrainer: n. b. | FC Vale of Leven |
| FC Queen’s Park                          | n. b. | n. b. | FC Vale of Leven |
| Finale                                   | | |                  |
| 15. Februar 1890 in Glasgow (Ibrox Park) | | |                  |
| Ergebnis: 1:1 (0:1)                      | | |                  |
| Zuschauer: 10.000                        | | |                  |
| Schiedsrichter: n. b.                    | | |                  |
| Spielbericht                             | | |                  |

## Wiederholungsfinale
| FC Queen’s Park                          | FC Queen’s Park | FC Vale of Leven | FC Vale of Leven |
| ---------------------------------------- | --- | --- | ---------------- |
| FC Queen’s Park                          | \| Wiederholungsfinale \| \| 22. Februar 1890 in Glasgow (Ibrox Park) \| \| Ergebnis: 2:1 (0:1) \| \| Zuschauer: 14.000 \| \| Schiedsrichter: n. b. \| \| Spielbericht \| | \| Wiederholungsfinale \| \| 22. Februar 1890 in Glasgow (Ibrox Park) \| \| Ergebnis: 2:1 (0:1) \| \| Zuschauer: 14.000 \| \| Schiedsrichter: n. b. \| \| Spielbericht \|    | FC Vale of Leven |
| FC Queen’s Park                          | Allan 1, Walter Arnott, William Berry, Gillespie, William Gulliland, James Hamilton, McAra, Thomas Robertson, William Sellar, Bob Smellie, Stewart 2 Cheftrainer: n. b.   | James Wilson – Daniel Bruce, Jimmy McLachlan, McMillan, John McNicol, John Murray, Osborne, Daniel Paton, Gilbert Rankin, Buchanan Sharp, Andrew Whitelaw Cheftrainer: n. b. | FC Vale of Leven |
| FC Queen’s Park                          | n. b. n. b. | n. b. | FC Vale of Leven |
| Wiederholungsfinale                      | | |                  |
| 22. Februar 1890 in Glasgow (Ibrox Park) | | |                  |
| Ergebnis: 2:1 (0:1)                      | | |                  |
| Zuschauer: 14.000                        | | |                  |
| Schiedsrichter: n. b.                    | | |                  |
| Spielbericht                             | | |                  |